# Les Aventures d'une souris sur Mars
 (mars 2021).
Les Aventures d'une souris sur Mars est une série télévisée d'animation germano-helvético-austro-hongro-yougoslave de 52 épisodes de cinq minutes, créée par Branko Ranitovic et Miklós Temesi, et diffusée de 1975 à 1983. 

## Synopsis
À l'origine, la souris vivait sur la base aérienne de Cap Canaveral, mais elle se retrouve accidentellement dans une fusée qui tombe sur la planète Mars. 
Sur Mars, la souris vit de nombreuses aventures avec ses voisins : un martien et une taupe. Elle doit faire attention lorsqu'elle mange des « dondrins », des cannes de bonbon à rayures rouges et blanches qui poussent sur les arbres...

## Diffusion
En France, elle est diffusée à partir du 18 janvier 1982 dans Récré A2, l'émission jeunesse de Jacqueline Joubert.